# Mieke Wijaya

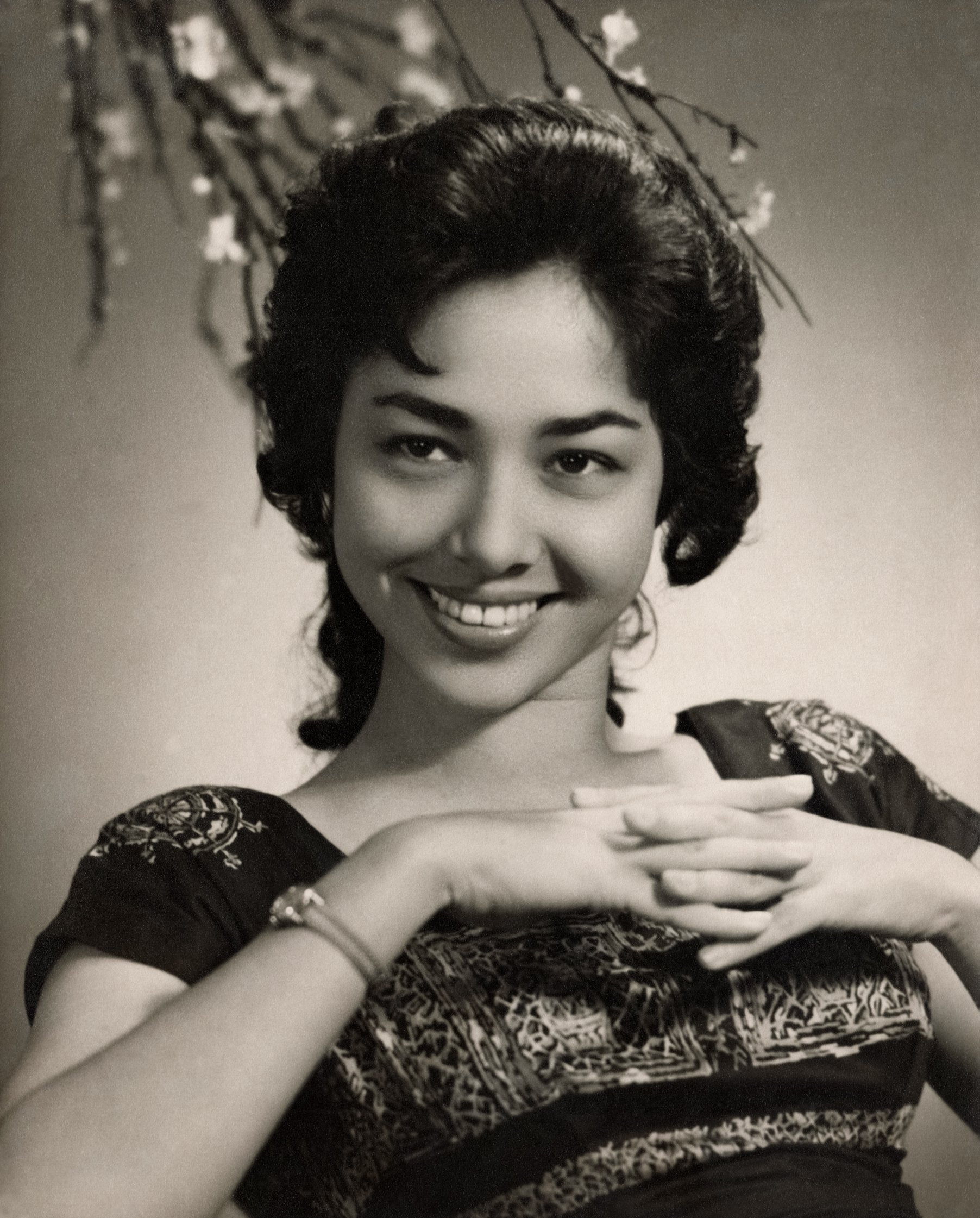
Mieke Wijaya

Mieke Wijaya, właśc. Miecke Marie De Rijder (ur. 17 marca 1939 / 1940 w Bandungu, zm. 3 maja 2022 w Dżakarcie) – indonezyjska aktorka filmowa.
Do 2013 r. zagrała w ponad 70 filmach. Na swoim koncie ma nagrody Citra (Festival Film Indonesia) za role w filmach Ranjang Pengantin (1974) i Kembang Semusim (1980).

## Życiorys
Mieke Wijaya urodziła się jako Miecke Marie De Rijder 17 marca 1940 roku w Bandung, w Holenderskich Indiach Wschodnich. Po ukończeniu szkoły średniej studiowała przez pewien czas w Narodowej Akademii Teatralnej Indonezji w Dżakarcie. W tym okresie była aktywna jako piosenkarka i aktorka; zadebiutowała w filmie w 1954 roku w produkcji Gagal.
W 1956 roku Wijaya zdobyła sławę jako jedna z gwiazd w filmie Tiga Dara produkcji Perfini. Film, reżyserowany przez Usmara Ismaila, ukazywał Mieke w roli Nany, jednej z trzech sióstr wychowywanych przez babcię po śmierci matki; w 2006 roku Ade Irwansyah z Tabloid Bintang napisał, że Tiga Dara to jedenasty najlepszy indonezyjski film wszech czasów. W ciągu następnych pięciu lat zagrała w trzynastu filmach, w tym pięciu w samym 1961 roku. W latach 60., kontynuując karierę filmową, była członkiem Teater Populer Teguha Karyi (pol. Teatr Popularny), grupy dramatycznej.
W latach 70. i 80. Wijaya grała w licznych filmach, w tym w religijnym "Sembilan Wali" (1985), komedii "Bing Slamet Koboi Cengeng" (1974), dramacie "Ranjang Pengantin" (1973) oraz romansach Badai Pasti Berlalu (1977) i "Dr. Karmila" (1977). W 1987 roku zagrała w trzech produkcjach.
Po czteroletniej przerwie, w 1991 roku Wijaya zagrała w dwóch filmach: Saat Kukatakan Cinta i Zig Zag (Anak Jalanan). Następnie miała kolejną długą przerwę od filmów fabularnych: indonezyjski przemysł filmowy znacznie podupadł na początku lat 90., a Wijaya skupiła się na serialach telewizyjnych, w tym na Melangkah Di Atas Awan. Jej najnowsza rola filmowa pochodziła z 2013 roku w filmie Hanunga Bramantyo Ayat-Ayat Cinta.
Wijaya zdobyła dwie nagrody Citra dla najlepszej aktorki pierwszoplanowej, jedną w 1967 roku za "Gadis Kerudung Putih" i jedną w 1981 roku za Kembang Semusim. Otrzymała także nagrodę Citra dla najlepszej aktorki drugoplanowej w 1975 roku za rolę w Ranjang Pengantin. W 1996 roku otrzymała Nagrodę Surjosoemanto od Narodowej Rady Filmowej w uznaniu za długą karierę, a na Festiwalu Filmowym w Bandung w 2011 roku otrzymała nagrodę za całokształt twórczości wraz z Deddy Mizwarem.
Była żoną aktora Dicky'ego Zulkarnaena (1939–1995) aż do jego śmierci z powodu udaru. Mieli czworo dzieci: Tirzę Valentinę, Ade Miskaranę, Nię i Barmana Morganę Zulkarnaena. Córka pary, Nia, była nominowana do nagrody Citra w 1991 roku za rolę w Lagu Untuk Seruni.
Wijaya zmarła w swoim domu w Kemang, w południowej Dżakarcie, 3 maja 2022 roku około 12:30 (UTC). Wijaya cierpiała na cukrzycę, a później wykryto u niej raka po miesięcznym pobycie w szpitalu wojskowym Gatot Soebroto w wieku 82 lat.
Jej pogrzeb odbył się na cmentarzu Tanah Kusir, Kebayoran Lama, 4 maja 2022 roku. Wśród żałobników byli Deddy Mizwar, Tio Pakusadewo i Roy Marten.

## Filmografia
- Gagal (1955)
- Tjorak Dunia (1955)
- Pilihlah Aku (1956)
- Tiga Dara (1956)
- Dekat Dimata Djauh Dihati (1956)
- Dewi (1957)
- Delapan Pendjuru Angin (1957)
- Sengketa (1957)
- Bing Slamet Tukang Betja (1959)
- Iseng (1959)
- Sekedjap Mata (1959)
- Gadis Diseberang Djalan (1960)
- Piso Surit (1960)
- Detik-detik Berbahaja (1961)
- Aksi Kalimantan (1961)
- Masih Ada Hari Esok (1961)
- Mira (1961)
- Toha, Pahlawan Bandung Selatan (1961)
- Anak-anak Revolusi (1964)
- Ekspedisi Terakhir (1964)
- Impian Bukit Harapan (1964)
- Langkah-langkah Dipersimpangan (1965)
- Liburan Seniman (1965)
- Gita Taruna (1966)
- Disela-sela Kelapa Sawit (1967)
- Gadis Kerudung Putih (1967)
- Big Village (1969)
- Tokoh (1973)
- Ananda (1970)
- Beranak dalam Kubur (1971)
- Dunia Belum Kiamat (1971)
- Malam Jahanam (1971)
- Spy and Journalist (1971)
- Akhir Cinta di Atas Bukit (1972)
- Lingkaran Setan (1972)
- Romusha (1972)
- Desa di Kaki Bukit (1972)
- Dosa Siapa (1972)
- Flamboyant (1972)
- Dimana Kau Ibu (1973)
- Ita Si Anak Pungut (1973)
- Bing Slamet Koboi Cengeng (1974)
- Demi Cinta (1974)
- Kehormatan (1974)
- Sayangilah Daku (1974)
- Boni dan Nancy (1974)
- Ranjang Pengantin (1974)
- Kawin Lari (1974)
- Perkawinan dalam Semusim (1976)
- Badai Pasti Berlalu (1977)
- Selimut Cinta (1977)
- Diana (1977)
- Ali Topan Anak Jalanan (1977)
- Napsu Serakah (1977)
- Manager Hotel (1977)
- Jaringan Antar Benua (1978)
- Senja di Pulo Putih (1978)
- Kembang Semusim (1980)
- Srigala (1981)
- Ketika Cinta Harus Memilih (1981)
- Nila di Gaun Putih (1981)
- Remang-remang Jakarta (1981)
- Dr. Karmila (1981)
- Betapa Damai Hati Kami (1981)
- Hukum Karma (1982)
- Pengabdian (1984)
- Kontraktor (1984)
- Sembilan Wali (1985)
- Gadis Hitam Putih (1985)
- Gerhana (1985)
- Beri Aku Waktu (1986)
- Pernikahan Dini (1987)
- Penginapan Bu Broto (1987)
- Luka di Atas Luka (1987)
- Saat Kukatakan Cinta (1991)
- Zig Zag (Anak Jalanan) (1991)
- Ayat-Ayat Cinta (2008)

Podano na podstawie źródła: